# Лахта (Ведлозерское сельское поселение)
Ла́хта (карел. Lahti) — деревня в Пряжинском национальном районе Республики Карелия. Входит в состав Ведлозерского сельского поселения.

## География
Деревня находится на северо-западном берегу озера Тулмозеро, на автодороге А-121 «Сортавала».

## История
В середине 1930-х годов постановлением Карельского ЦИК в деревне была закрыта церковь.

## Население
| 2002 | 2010 | 2013 |
| ---- | ---- | ---- |
| 18   | ↘5   | ↗6   |

## Инфраструктура
Личное подсобное хозяйство с зоной сельскохозяйственного использования, индивидуальная застройка усадебного типа.

## Транспорт
Остановка общественного транспорта «Лахта».